# Marko Milanović Litre
Marko Milanović Litre (Zagreb, 26. siječnja 1988.), hrvatski političar, saborski zastupnik Hrvatskih suverenista, član predsjedništva Hrvatske konzervativne stranke, glavni tajnik Hrvatskog boćarskog kluba Oluja.

## Životopis
Marko Milanović Litre je najmlađi od troje sinova Marija i Ljiljane. Odrastao je u Zagrebu gdje je završio osnovnu školu Ante Kovačića, opću gimnaziju i Visoku školu tržišnih komunikacija "Agora".

## Politička karijera
Pri kraju srednjoškolskog obrazovanja uz privolu roditelja, kao maloljetnik, počinje politički djelovati unutar Hrvatske stranke prava na lokalnoj razini u Gradskoj četvrti Stenjevec. Nakon nekoliko godina napušta HSP i priključuje se Hrvatskoj stranci prava dr. Ante Starčević s kojom je izabran u gradsku organizaciju stranke, te postaje tajnik, a kasnije i predsjednik podružnice Stenjevec.
Jedan je od osnivača Hrvatske konzervativne stranke i Hrvatskih suverenista, kao i autor vizualnih identiteta stranaka.
Na lokalnim izborima 2017. godine kao kandidat Hrvatske konzervativne stranke izabran je u vijeće Gradske četvrti Stenjevec.
Na parlamentarnim izborima 2020. godine postaje zastupnik u Hrvatskom saboru kao zamjena za europarlamentarnu zastupnicu Ružu Tomašić, s osvojenih 19 preferencijalnih glasova.
Član je saborskog Odbora za međuparlamentarnu suradnju; Odbora za pomorstvo, promet i infrastrukturu; Odbora za obitelj, mlade i sport, te zamjenik člana Izaslanstva Hrvatskoga sabora u Parlamentarnoj dimenziji Srednjoeuropske inicijative.